# Juana Álvarez Molina
Juana Álvarez Molina (Medina de Rioseco, c. 1897-Gijón, 15 de diciembre de 1937) fue una ama de casa española víctima de la represión franquista que fue condenada a muerte y fusilada en Gijón.

## Biografía
Juana Álvarez nació en la localidad vallisoletana de Medina de Rioseco. Era hija de María y Estanislao. Vecina de Gijón, se dedicaba a sus labores, se casó con Luis Laruelo y tuvo siete hijos. Su marido era un líder republicano, miembro del sindicato El Fieltro dentro de la Confederación Nacional del Trabajo y también del Comité de Control de la fábrica de sombreros de La Calzada "La Sombrerera". Este comité se había incautado de la fábrica durante la guerra civil española y dirigido su producción. Laruelo consiguió huir a Francia en uno de los últimos barcos que salió del puerto de El Musel ya que era buscado por los dueños de la fábrica, la familia Paquet, y por los gerentes, los García Rendueles, dos poderosas familias gijonesas.
Mientras, el 25 de noviembre de 1937, Álvarez fue detenida por los nacionales en la calle Oriental, en La Calzada, bajo la acusación de participar en requisas y manifestaciones. Lo hicieron con la intención de conseguir que su marido se entregara. El 2 de diciembre de ese mismo año, fue sometida en el Antiguo Instituto Jovellanos de Gijón a un consejo de guerra donde la condenaron a muerte. El motivo real fue no revelar el lugar en el que se escondía su marido, un hecho que ella desconocía, puesto que no sabía que había logrado huir a Francia.
Fue ejecutada por fusilamiento el 14 de diciembre de 1937 a los 40 años. En su traslado al paredón, Álvarez se aferró con tanta fuerza a las barras del autobús que se dice que los guardias tuvieron que cortarle una mano con la bayoneta para poder desprenderla. Su cuerpo fue arrojado a una fosa común en el cementerio de Ceares de Gijón. Junto a ella, también fusilaron a Felicísimo García Casas de 24 años, un vecino de Urdiales del Páramo, en La Bañeza, que había cruzado a la zona republicana. En el momento de su muerte, los hijos mayores de Álvarez habían luchado como milicianos en la guerra y el más pequeño tenía unos seis años.

## Reconocimientos
El 14 de abril de 2010, se incluyó el nombre de Álvarez en un monolito homenaje en el cementerio de Ceares de Gijón, en el que se recogen las 1.934 víctimas de la represión franquista en la ciudad.
En 2017, se descubrió una placa enfrente del Museo Nicanor Piñole, Antiguo Asilo Pola, en homenaje a las ocho mujeres represaliadas por el franquismo en Gijón entre diciembre de 1937 y agosto de 1939. En la placa, además del nombre de Álvarez, se incluyeron los de Eladia García Palacios, Anita Vázquez Barrancúa, Estefanía Cueto Puertas, Belarmina Suárez Muñiz, Anita Orejas, Teresa Santianes Giménez y Máxima Vallinas Fernández.